# Henri Baudin
Pour les articles homonymes, voir Baudin et Henri Baudin (homonymie).
Cet article possède un paronyme, voir Henry Baudin.
Henri Pierre Baudin, né à Lyon 4e dans le Rhône le 11 mars 1882 et mort à Vienne-en-Arthies en Seine-et-Oise le 2 octobre 1953, est un acteur français
Acteur protéiforme du cinéma muet, il fut surnommé L'homme aux cent visages pour ses remarquables compositions, aussi diverses que Vitalis dans Sans famille, M. Lepic dans Poil de carotte, Spendius dans Salammbô, Henri IV  dans La Bouquetière des innocents, Sarati dans Sarati le terrible ou Antoine Macquart dans L'Assommoir. (Réf. Almanach Hachette 1930, page 29)

## Biographie
Henri Baudin est le fils du peintre et dessinateur lyonnais Eugène Baudin. Après des études à l'école des Beaux-arts de sa ville natale, il exerce comme sculpteur-décorateur dans différents ateliers. Il fréquente également le Conservatoire et joue les utilités dans plusieurs théâtres avant de se joindre à une troupe de comédiens ambulants. Au début des années 1910, il s’installe à Paris où il rejoint la compagnie de Gabrielle Réjane au théâtre de la rue Blanche.
Henri Baudin fait ses débuts au cinéma dans le film de André Hugon Sous les phares en 1916. Il est le partenaire de Huguette Duflos dans Le Piège de l'amour et de Lina Cavalieri dans L'Idole brisée. En 1920, il donne la réplique à sa femme, Céline James, dans Les Trois Graines noires, film en huit épisodes réalisé en Normandie par Maurice Challiot. Il incarne Antoine Macquart dans L'Assommoir (1921) de Maurice de Marsan et Charles Maudru, tiré du roman d'Émile Zola ; le comte de Rochefort dans Les Trois Mousquetaires d'Henri Diamant-Berger; le rôle principal de Sarati le terrible (1922) tourné en Algérie par René Hervil et Louis Mercanton; le roi Henri IV dans La Bouquetière des innocents (1922) de Jacques Robert ; le professeur Aldrich dans Terreur (1923) de Edward José et Gérard Bourgeois où il est partenaire de la grande vedette américaine Pearl White; l’esclave grec Spendius dans Salammbô (1924) de Pierre Marodon d’après Gustave Flaubert ou le personnage biblique Isaac dans Le Berceau de Dieu (1926) de Fred Leroy-Granville. Sorte de Lon Chaney à la française, il peut tout jouer, grâce à sa science du maquillage.
Également apprécié à l’étranger, il tourne dans des productions allemandes avec Lotte Neumann, Olga Engl et Olga Tschechowa, comme partenaires. Le cinéaste russe Yakov Protazanov le dirige dans Le Sens de la mort (1921 et l’Espagnol Benito Perojo dans Toute la vie. Abel Gance lui donne pour le rôle du berger Santo-Ricci dans son Napoléon (1927). Avec l’arrivée du cinéma parlant, Henri Baudin tourne encore quelques films dont La Chanson des nations (1931) de Maurice Gleize et Rudolf Meinert avec Dolly Davis, une seconde version d'Henri Diamant-Berger des Trois Mousquetaires en 1932 et, la même année, un moyen métrage avec Fernandel, La Terreur de la pampa de Maurice Cammage.
En 1929, Henri Baudin achète un moulin de vingt-huit pièces au lieu-dit les Millonets à Vienne-en-Arthies où il se retire définitivement au milieu des années trente. L’acteur est tombé amoureux de cet endroit au cœur du Vexin alors qu'il tournait Le Chemineau de Georges Monca et Maurice Kéroul en 1926. C’est là qu’il meurt le 2 octobre 1953.
Il était marié à l'actrice Céline Potel dite Céline James (1888-1971).

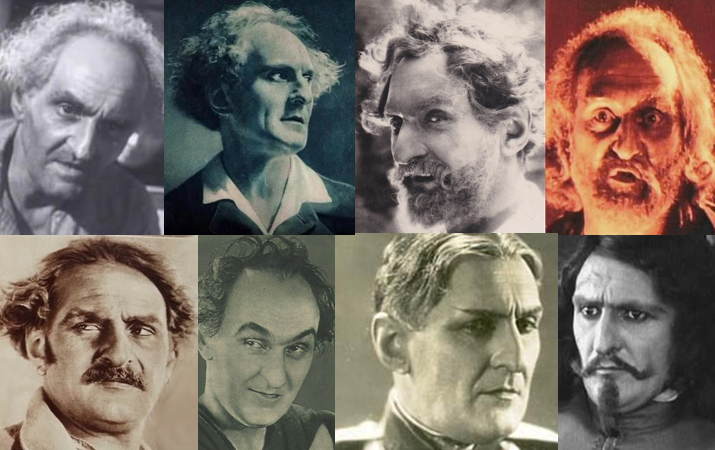

## Filmographie
- 1916 : Sous les phares de André Hugon
- 1917/1918 Zampa d'André Hugon
- 1919 : L'esprit du Mal
- 1920 : L'Idole brisée de Maurice Mariaud
- 1920 : Le Piège de l'amour d'Alexandre Ryder
- 1920 : Les Trois Graines noires de Maurice Challiot
- 1921 : L'Assommoir de Maurice de Marsan et Charles Maudru - Film tourné en quatre époques -
- 1921 : Les Trois Mousquetaires de Henri Diamant-Berger - Film tourné en douze épisodes - Le comte de Rochefort
- 1922 : Le Sens de la mort de Iakov Protazanov
- 1922 : La Bouquetière des innocents de Jacques Robert
- 1922 : L'Homme qui pleure de Louis d'Hée et Louis de Vérande
- 1922 : La Vengeance de Georges Durand
- 1923 : Le Petit Jacques de Georges Raulet et Georges Lannes - Film tourné en deux époques -
- 1923 : La Porteuse de pain de René Le Somptier - Film tourné en quatre époques
- 1923 : Sarati le terrible de Louis Mercanton
- 1924 : Terreur (Ames vaillantes) d'Edward José
- 1924 : Cousin Pons de Jacques Robert : Rémonencq
- 1924 : L'Arriviste d'André Hugon - Claude Barsac
- 1924 : Pour toute la vie - "Para toda la vida" de Benito Perojo
- 1924 : Salammbô de Pierre Marodon
- 1925 : Sans famille de Georges Monca et Maurice Kéroul - Film tourné en six époques -
- 1926 : Le Berceau de Dieu ou Les Ombres du passé de Fred LeRoy Granville
- 1926 : Le Chemineau de Georges Monca et Maurice Kéroul
- 1926 : Et bien dansez maintenant de Émilien Champetier
- 1926 : La Fille des pachas de Joë Hamman et Adrien Caillard
- 1926 : Les Mensonges / La Bonne Réputation - "Der gute ruf / Die frau in gold" de Pierre Marodon
- 1926 : Les Voleurs de gloire de Pierre Marodon
- 1927 : Napoléon d'Abel Gance - Une version sonore et remaniée est sortie en 1935 -
- 1927 : La Cousine Bette de Max de Rieux d'après Honoré de Balzac : le rôle du  Baron Hulot d'Ervy
- 1927 : La Maison sans amour de Émilien Champetier
- 1928 : Graine au vent de Jacques Mills et Maurice Kéroul
- 1928 : L'Enfer d'amour - "Liebeshölle" de Wiktor Biegański et Carmine Gallone
- 1929 : Le Secret du cargo de Maurice Mariaud
- 1930 : La Chanson des nations de Rudolf Meinert et Maurice Gleize
- 1930 : L'Étrange Fiancée de Georges Pallu
- 1930 : Der Walzerkönig de Manfred Noa
- 1931 : Opereni stiny de Léo Marten
- 1932 : Les Trois Mousquetaires d'Henri Diamant-Berger - Film tourné en deux époques -
- 1932 : La Terreur de la pampa de Maurice Cammage - moyen métrage -